# Tallis Obed Moses
Tallis Obed Moses, né le 24 octobre 1954[réf. nécessaire] à Port Vato (île d'Ambrym) dans ce qui est alors le condominium franco-britannique des Nouvelles-Hébrides, est un pasteur et homme d'État vanuatais.

## Biographie
Originaire de l'île d'Ambrym, il effectue des études de théologie en Australie et en Papouasie-Nouvelle-Guinée, puis devient pasteur presbytérien dans son pays, et à terme modérateur (en) (dirigeant) de l'Église presbytérienne de Vanuatu, la principale Église du pays,.
À la suite de la mort soudaine du président Baldwin Lonsdale, Tallis Obed Moses est élu président de la République par un collège électoral constitué des députés du Parlement national et des présidents des six provinces lors de l'élection présidentielle organisée le 6 juillet 2017. Il recueille trente-neuf voix au quatrième tour, contre dix-sept pour l'ancien Premier ministre conservateur francophone Maxime Carlot Korman. Dans cette république parlementaire, où le Premier ministre exerce le pouvoir exécutif, le rôle du président de la République est essentiellement honorifique.
Peu après son élection, il appelle tous les dirigeants politiques du pays à prier très régulièrement pour la paix et l'unité de la nation, et affirme que le christianisme est la seule religion du Vanuatu. En octobre 2017, lorsque le Conseil chrétien de Vanuatu demande que la constitution soit amendée pour interdire les religions non-chrétiennes dans le pays, notamment l'islam, il prend la parole et encourage le Parlement à amender la constitution pour « prendre en considération les enjeux contemporains », sans explicitement appuyer cette demande.
En septembre 2021 il accorde la grâce présidentielle à trois anciens Premiers ministres : Charlot Salwai, condamné en 2020 pour parjure ; Joe Natuman, condamné en 2018 pour entrave à la justice ; et Serge Vohor, condamné en 2015 pour corruption et entrave à la justice, emprisonné durant dix-huit mois que le précédent président, Baldwin Lonsdale, avait refusé par principe de gracier. Cette grâce présidentielle lève la peine d'inéligibilité touchant les trois hommes, et leur permet de se présenter aux prochaines élections législatives s'ils le souhaitent. Tallis Obed Moses ne gracie toutefois pas l'ancien Premier ministre Moana Carcasses, condamné en 2015 à quatre ans de prison ferme pour corruption ainsi qu'à une peine d'inéligibilité.
En mai 2022, lors de sa dernière allocution au Parlement avant la fin de son mandat, il demande au gouvernement de Bob Loughman de renoncer à abroger le ministère de la Justice, l'estimant important pour le maintien de l'État de droit, et recommande au gouvernement de diversifier l'économie du pays en investissant notamment dans le développement de l'agriculture commerciale, le secteur du tourisme ayant été ébranlé par la crise de la Covid-19.